# Championnat d'Allemagne de football 1933-1934
Navigation
Meisterschaft
(Verbandsligen)
1932-1933 Meisterschaft
(Gauligen)
1934-1935
La saison 1933-1934 du Championnat d'Allemagne de football était la 27e édition de la première division allemande. Seize clubs participent à la compétition nationale, il s'agit des 16 vainqueurs des Gauligen, les nouveaux championnats régionaux mis en place par le régime nazi.
Le championnat national change complètement de formule : les 16 équipes disputent un premier tour où elles sont réparties en 4 poules de 4 équipes, chacune rencontre ses 3 adversaires 2 fois, à domicile et à l'extérieur. L'équipe classée première du groupe à la fin de la première phase est qualifiée pour le tableau final, qui se joue en demi-finale et finale sur match simple.
Schalke 04 remporte la finale en s'imposant face au FC Nuremberg. C'est le premier titre de champion d'Allemagne de son histoire.

## Les 16 clubs participants
| - Ostpreußen : SC Preußen Danzig - Poméranie : Viktoria Stolp - Brandebourg : Viktoria 89 Berlin - Schliesen : Beuthen 1909 - Sachsen : Dresdner SC - Centre : Hallescher FC - Nordmark : Eimsbütteler TV - Niedersachsen : Werder Brême | - Westphalie : Schalke 04 - Niederrhein : VfL Benrath - Mittelrhein : SV Mulheim - Hesse : Borussia Fulda - Sud-Ouest : Kickers Offenbach - Bade : SV Waldhof Mannheim - Wurttemberg : Union Böcklingen - Bavière : FC Nuremberg |

## Compétition

### Premier tour
Les 16 champions de Gauliga sont répartis en 4 poules de 4 équipes, seul le premier accède aux demi-finales.

#### Groupe 1
| Rang | Équipe             | Pts | J | G | N | P | Bp | Bc | Diff |  | Résultats (▼ dom., ► ext.) | VikB | Beut | VikS | Dant |
| ---- | ------------------ | --- | - | - | - | - | -- | -- | ---- |  | -------------------------- | ---- | ---- | ---- | ---- |
| 1    | Viktoria 89 Berlin | 12  | 6 | 6 | 0 | 0 | 24 | 7  | +17  |  | Viktoria 89 Berlin         |      | 4-1  | 3-0  | 3-0  |
| 2    | Beuthen 1909       | 7   | 6 | 3 | 1 | 2 | 12 | 13 | -1   |  | Beuthen 1909               | 2-5  |      | 2-1  | 2-1  |
| 3    | Viktoria Stolp     | 4   | 6 | 1 | 2 | 3 | 8  | 12 | -4   |  | Viktoria Stolp             | 2-4  | 1-1  |      | 3-1  |
| 4    | Preussen Dantzig   | 1   | 6 | 0 | 1 | 5 | 6  | 18 | -12  |  | Preussen Dantzig           | 2-5  | 1-4  | 1-1  |      |

#### Groupe 2
| Rang | Équipe          | Pts | J | G | N | P | Bp | Bc | Diff |  | Résultats (▼ dom., ► ext.) | Scha | Benr | Werd | Eims |
| ---- | --------------- | --- | - | - | - | - | -- | -- | ---- |  | -------------------------- | ---- | ---- | ---- | ---- |
| 1    | Schalke 04      | 8   | 6 | 4 | 0 | 2 | 16 | 7  | +9   |  | Schalke 04                 |      | 0-1  | 5-2  | 4-1  |
| 2    | VfL Benrath     | 7   | 6 | 3 | 1 | 2 | 12 | 11 | +1   |  | VfL Benrath                | 0-2  |      | 2-2  | 1-5  |
| 3    | Werder Brême    | 5   | 6 | 2 | 1 | 3 | 11 | 17 | -6   |  | Werder Brême               | 0-3  | 1-4  |      | 2-1  |
| 4    | Eimsbütteler TV | 4   | 6 | 2 | 0 | 4 | 13 | 17 | -4   |  | Eimsbütteler TV            | 3-2  | 1-4  | 2-4  |      |

#### Groupe 3
| Rang | Équipe              | Pts | J | G | N | P | Bp | Bc | Diff |  | Résultats (▼ dom., ► ext.) | Mann | Mulh | Kick | Böck |
| ---- | ------------------- | --- | - | - | - | - | -- | -- | ---- |  | -------------------------- | ---- | ---- | ---- | ---- |
| 1    | SV Waldhof Mannheim | 9   | 6 | 3 | 3 | 0 | 19 | 6  | +13  |  | SV Waldhof Mannheim        |      | 6-1  | 2-2  | 4-2  |
| 2    | SV Mulheim          | 6   | 6 | 2 | 2 | 2 | 13 | 18 | -5   |  | SV Mulheim                 | 1-1  |      | 4-4  | 2-0  |
| 3    | Kickers Offenbach   | 5   | 6 | 1 | 3 | 2 | 14 | 16 | -2   |  | Kickers Offenbach          | 0-0  | 1-3  |      | 4-1  |
| 4    | Union Böcklingen    | 4   | 6 | 2 | 0 | 4 | 15 | 21 | -6   |  | Union Böcklingen           | 0-6  | 6-2  | 6-3  |      |

#### Groupe 4
| Rang | Équipe         | Pts | J | G | N | P | Bp | Bc | Diff |  | Résultats (▼ dom., ► ext.) | Nure | Dres | Fuld | Hall |
| ---- | -------------- | --- | - | - | - | - | -- | -- | ---- |  | -------------------------- | ---- | ---- | ---- | ---- |
| 1    | FC Nuremberg   | 9   | 6 | 4 | 1 | 1 | 10 | 4  | +6   |  | FC Nuremberg               |      | 1-2  | 2-1  | 2-0  |
| 2    | Dresdner SC    | 9   | 6 | 4 | 1 | 1 | 16 | 7  | +9   |  | Dresdner SC                | 0-1  |      | 0-0  | 7-2  |
| 3    | Borussia Fulda | 4   | 6 | 1 | 2 | 3 | 7  | 10 | -3   |  | Borussia Fulda             | 1-1  | 1-3  |      | 1-2  |
| 4    | Hallescher FC  | 2   | 6 | 1 | 0 | 5 | 8  | 20 | -12  |  | Hallescher FC              | 0-3  | 2-4  | 2-3  |      |

- C'est la moyenne de buts qui est utilisé pour départager les 2 premiers : FC Nuremberg obtient 2,5 alors que Dresdner SC n'arrive qu'à 2,28.

### Demi-finale
- Les demi-finales ont lieu le 17 juin 1934.

| Équipe 1     | Résultat | Équipe 2            |
| ------------ | -------- | ------------------- |
| Schalke 04   | 5 - 2    | SV Waldhof Mannheim |
| FC Nuremberg | 2 - 1    | Viktoria 89 Berlin  |

### Finale
| 24 juin 1934 | Schalke 04 | 2 - 1 | FC Nuremberg | Poststadion, Berlin  |
|              |            |       |              | Spectateurs : 45 000 |

## Bilan de la saison
| Tableau d'Honneur                   |            |
| Compétition                         | Vainqueur  |
| Championnat d'Allemagne de football | Schalke 04 |